# Pays du Haut Limousin
 (juin 2025).
Motif : Sans sources, statut associatif
- Archive Wikiwix
- Bing
- Cairn
- DuckDuckGo
- E. Universalis
- Gallica
- Google
- G. Books
- G. News
- G. Scholar
- Persée
- Qwant
- (zh) Baidu
- (ru) Yandex
- (wd) trouver des œuvres sur Wikidata

| 1. | Préciser le motif de la pose du bandeau. | Précisez le motif de la pose du bandeau en utilisant la syntaxe suivante : {{admissibilité à vérifier\|date=juillet 2025\|motif=remplacez ce texte par le motif}}                          |
| 2. | Informer les utilisateurs concernés.     | Pensez à avertir le créateur de l'article, par exemple, en insérant le code ci-dessous sur sa page de discussion : {{subst:avertissement admissibilité à vérifier\|Pays du Haut Limousin}} |

 (janvier 2017).
Le Pays du Haut Limousin est une association loi de 1901, issue de la loi Voynet, située dans le département de la Haute-Vienne et la région Nouvelle-Aquitaine, créée en 2004. Elle est l'évolution logique de l'ancien Comité de Développement de l'Arrondissement de Bellac (la CODAB).
Le Pays  compte 29 184 habitants (source : INSEE Recensement de la population 2016) ) répartis sur 46 communes. 
Il regroupe la communauté de communes Haut-Limousin en Marche et la communauté de communes Gartempe-Saint-Pardoux.
Le Président du Pays du Haut Limousin depuis sa création est Jean-François PERRIN.
Le Pays du Haut Limousin est un territoire cohérent sur le plan géographique, culturel, économique et social, qui unit les deux communautés de communes Gartempe-Saint-Pardoux et Haut-Limousin en Marche à l’échelle d’un territoire de réflexion.
Les moyens d’intervention, pour agir sur le développement du territoire, l’association du Pays du Haut Limousin mobilise :
- des programmes financiers qu’il anime : programme européen Leader pour l’économie, les services, la culture et le tourisme, le contrat de dynamisation et de cohésion territorial signé avec la Région Nouvelle-Aquitaine ;

- une ingénierie territoriale, mutualisée à l’échelle du Pays pour accompagner les porteurs de projets, animer les programmes et mener un travail de concertation prospective et de mutualisation.

- une stratégie inscrite pour une période de 10 ans est mise en œuvre dans le cadre de la charte de développement durable : www.payshautlimousin.com

## Communes
Communauté de communes Haut-Limousin en Marche : Arnac-la-Poste , Azat-le-Ris, Bazeuge (La), Bellac, Berneuil, Blanzac, Blond, Cieux, Croix-sur-Gartempe (La), Cromac, Dinsac, Dompierre-les-Églises, Dorat (Le),  Droux, Gajoubert, Grands-Chézeaux (Les),  Jouac, Lussac-les-Églises, Magnac-Laval, Mailhac-sur-Benaize, Montrol-Sénard, Mortemart , Nouic, Oradour-Saint-Genest, Peyrat-de-Bellac, Saint-Bonnet-de-Bellac, Saint-Georges-les-Landes, Saint-Hilaire-la-Treille, Saint-Junien-les-Combes, Saint-Léger-Magnazeix, Saint-Martial-sur-Isop, Saint-Martin-le-Mault, Saint-Ouen-sur-Gartempe, Saint-Sornin-la-Marche, Saint-Sulpice-les-Feuilles, Tersannes,  Val d'Issoire, Val d’Oire-et-Gartempe, Verneuil-Moustiers, Villefavard. 
Communauté de communes Gartempe-Saint-Pardoux : Balledent, Châteauponsac, Rancon, Saint-Amand-Magnazeix, Saint-Pardoux-le-Lac,  Saint-Sornin-Leulac.
- voir aussi Liste des Pays du Limousin